# 阿特納火山
阿特納火山（Atna Peaks）是美國的火山，位於弗蘭格爾－聖伊萊亞斯國家公園，由阿拉斯加州負責管轄，屬於蘭格爾山脈的一部分，海拔高度4,225米。